# 147 (число)
147 (Сто со́рок сім) — натуральне число між 146 та 148.

## У математиці
- Число 147 ділиться на 3, 7, 21 і 49:

{\displaystyle 147/3=49\,} 

{\displaystyle 147/7=21\,} 

{\displaystyle 147/21=7\,} 

{\displaystyle 147/49=3\,} 

- 147 — є непарним тризначним числом.
- Сума цифр цього числа — 12
- Добуток цифр цього числа — 28
- Квадрат числа 147 — 21 609

## В інших галузях
- 147 рік.
- 147 до н. е.
- NGC 147 — галактика в сузір'ї Кассіопея — карликова галактика, що входить в число супутників Галактики Андромеди.
- В снукері 147 — максимальну кількість очок, яку можна набрати, очистивши стіл.
- 147 Протогенея — астероїд головного поясу.
- 147 місце у світі посідає Гамбія за чисельністю населення.